# Plectiscidea foersteri
Plectiscidea foersteri là một loài tò vò trong họ Ichneumonidae.